# Dampierre-sous-Bouhy
Dampierre-sous-Bouhy est une commune française située dans le département de la Nièvre, en région Bourgogne-Franche-Comté.

## Géographie

### Climat
Pour des articles plus généraux, voir Climat de la Bourgogne-Franche-Comté et Climat de la Nièvre.
En 2010, le climat de la commune est de type climat océanique dégradé des plaines du Centre et du Nord, selon une étude du Centre national de la recherche scientifique s'appuyant sur une série de données couvrant la période 1971-2000. En 2020, Météo-France publie une typologie des climats de la France métropolitaine dans laquelle la commune est exposée à un climat océanique altéré et est dans la région climatique  Centre et contreforts nord du Massif Central, caractérisée par un air sec en été et un bon ensoleillement. 
Pour la période 1971-2000, la température annuelle moyenne est de 10,3 °C, avec une amplitude thermique annuelle de 15,9 °C. Le cumul annuel moyen de précipitations est de 837 mm, avec 12,4 jours de précipitations en janvier et 7,5 jours en juillet. Pour la période 1991-2020, la température moyenne annuelle observée sur la station météorologique de Météo-France la plus proche, « Moutiers_sapc », sur la commune de Moutiers-en-Puisaye à 13 km à vol d'oiseau, est de 11,0 °C et le cumul annuel moyen de précipitations est de 870,3 mm. 
La température maximale relevée sur cette station est de 41,3 °C, atteinte le 25 juillet 2019 ; la température minimale est de −20,2 °C, atteinte le 6 janvier 1971,,. 
Les paramètres climatiques de la commune ont été estimés pour le milieu du siècle (2041-2070) selon différents scénarios d'émission de gaz à effet de serre à partir des nouvelles projections climatiques de référence DRIAS-2020. Ils sont consultables sur un site dédié publié par Météo-France en novembre 2022.

## Urbanisme

### Typologie
Au 1er janvier 2024, Dampierre-sous-Bouhy est catégorisée commune rurale à habitat très dispersé, selon la nouvelle grille communale de densité à sept niveaux définie par l'Insee en 2022.
Elle est située hors unité urbaine et hors attraction des villes,.

### Occupation des sols
L'occupation des sols de la commune, telle qu'elle ressort de la base de données européenne d’occupation biophysique des sols Corine Land Cover (CLC), est marquée par l'importance des territoires agricoles (93,1 % en 2018), une proportion identique à celle de 1990 (93,1 %). La répartition détaillée en 2018 est la suivante : terres arables (48,2 %), prairies (39,2 %), zones agricoles hétérogènes (5,7 %), forêts (5,1 %), zones urbanisées (1,8 %). L'évolution de l’occupation des sols de la commune et de ses infrastructures peut être observée sur les différentes représentations cartographiques du territoire : la carte de Cassini (XVIIIe siècle), la carte d'état-major (1820-1866) et les cartes ou photos aériennes de l'IGN pour la période actuelle (1950 à aujourd'hui).

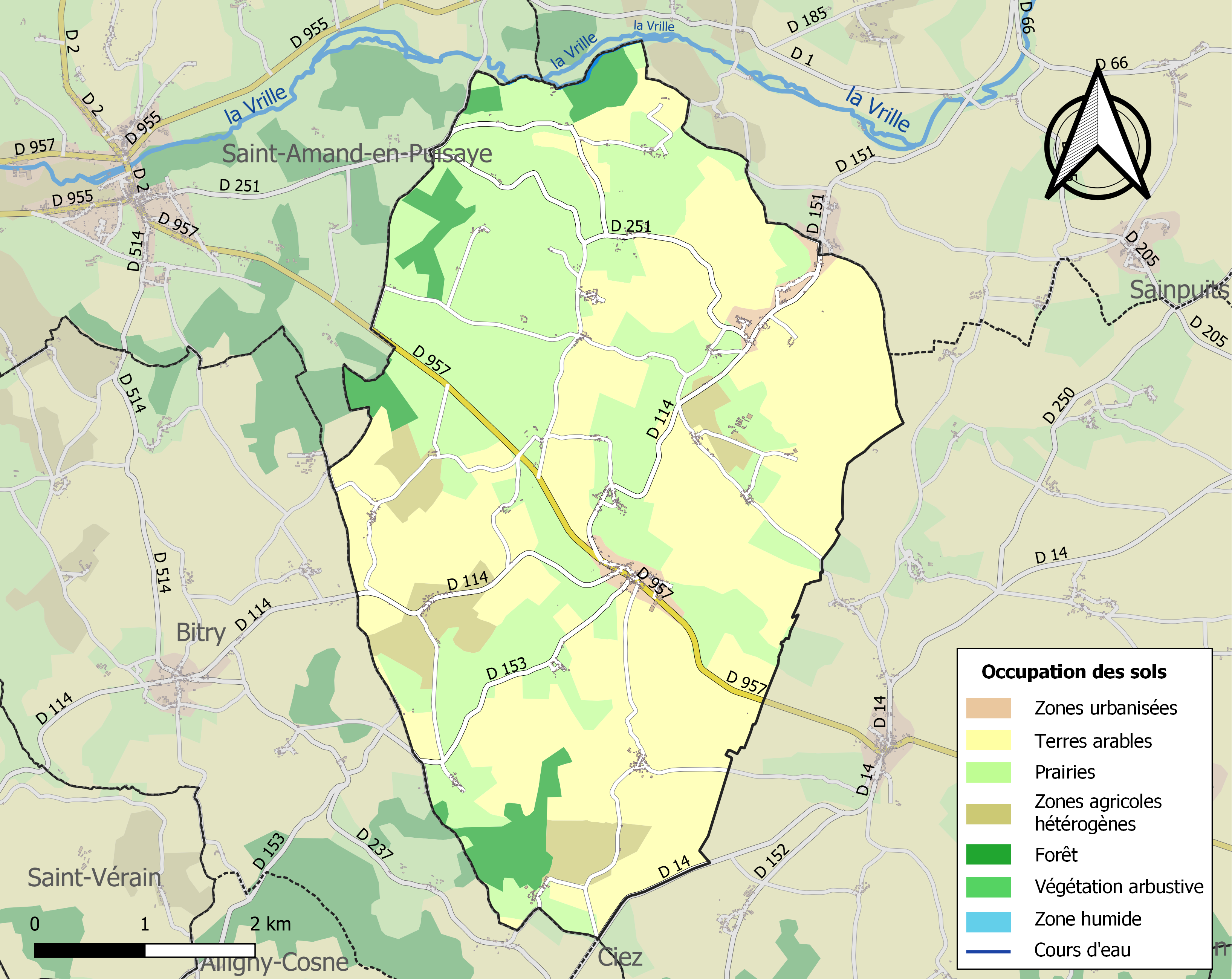
Carte des infrastructures et de l'occupation des sols de la commune en 2018 (CLC).

## Histoire
En 1147 l'église Saint-Pierre de Dampierre-sous-Bouhy appartient à l'abbaye Saint-Laurent-lès-Cosne.
Le seigneur de Dampierre-sous-Bouhy à la fin du XVIIe siècle est Philippe de Troussebois, lequel réside à Colméry (Nièvre).
En 1755 La famille de Masin originaire du Piémont Italien (naturalisé en 1541) achète aux descendants de Joachim Pinart , qui le tenait des Troussebois le château de Dampierre (XVII et XVIII E S) et porte le titre de seigneur de Dampierre Sous Bouhy, Bouhy, Cosme, Cesseigne, Arquian, Sainpuits, Mailhoc, Beauvarde, Beauval, etc. Cette famille importante (Capitoul de Toulouse, gentilhomme de la Maison du Roi) possédait de nombreux châteaux et hôtels particuliers (Versailles). Lors de la Révolution, malgré les promesses de Fouché le château fut pillé et le clocher de l'église paroissiale démonté. Marie Florence de Valéry épouse d'Etienne François de Masin fut guillotinée en 1794, son fils ayant quitté la France. Le château, la chapelle ainsi que les terres furent vendus comme bien national. De nombreux propriétaires l'ont possédé et les Allemands l'occupèrent pendant la Dernière Guerre. (réf. R.A. Bodin Le château de Dampierre sous Bouhy et la famille de Masin) 
Le château d'Angelier, maintenant disparu, se situait dans le nord de la commune où l'on trouve encore l'étang de l'Angelier, le hameau du Petit Angelier, la Tuilerie d'Angelier et le lieu-dit Angelier proche de la D 114 vers Treigny.

### Armorial

Famille de Troussebois.
Famille d'Angeliers.
Famille de La Bussière.

## Politique et administration
| Liste des maires successifs depuis 1792 |       |      |                    |      |          |     |
| Élu                                     | Début | Fin  |                    | Élu  | Début    | Fin |
| Pierre Gentie                           | 1792  | 1794 | François Lemoine   | 1900 | 1912     |     |
| Edme Pierre Pinard                      | 1794  | 1796 | Ernest Semence     | 1912 | 1919     |     |
| Pierre Joachim Foutrier                 | 1796  | 1799 | Alexandre Foutrier | 1919 | 1925     |     |
| Cosnefroy de Beaumonteil                | 1799  | 1813 | Désiré Rameau      | 1925 | 1945     |     |
| Edme Morisset                           | 1813  | 1816 | Eucher Tarin       | 1945 | 1947     |     |
| Louis Gaudin                            | 1816  | 1819 | Fernand Joubert    | 1947 | 1953     |     |
| Claude Gillois                          | 1819  | 1826 | Léon Minet         | 1953 | 1959     |     |
| Louis Gaudin                            | 1826  | 1831 | Fernand Joubert    | 1959 | 1965     |     |
| Edme Morisset                           | 1831  | 1845 | Gérard Laurent     | 1965 | 1983     |     |
| François Foutrier                       | 1845  | 1861 | Paul Rousseau      | 1983 | 1989     |     |
| Hubert François Gigot                   | 1861  | 1865 | Daniel Lajeunesse  | 1989 | 1991     |     |
| Ernest Gillois                          | 1865  | 1876 | Paul Rousseau      | 1991 | 1995     |     |
| Thomas Augustin Dupré                   | 1876  | 1878 | Robert Roy         | 1995 | 2001     |     |
| Frédéric Mallet                         | 1878  | 1896 | Robert Guimard     | 2001 | 2008     |     |
| Auguste Boyer                           | 1896  | 1900 | Brigitte Dekker    | 2008 | en cours |     |

## Démographie
L'évolution du nombre d'habitants est connue à travers les recensements de la population effectués dans la commune depuis 1793. Pour les communes de moins de 10 000 habitants, une enquête de recensement portant sur toute la population est réalisée tous les cinq ans, les populations de référence des années intermédiaires étant quant à elles estimées par interpolation ou extrapolation. Pour la commune, le premier recensement exhaustif entrant dans le cadre du nouveau dispositif a été réalisé en 2005.

En 2022, la commune comptait 456 habitants, en évolution de −0,44 % par rapport à 2016 (Nièvre : −3,28 %, France hors Mayotte : +2,11 %).
| 1793  | 1800 | 1806  | 1821  | 1831  | 1836  | 1841  | 1846  | 1851  |
| ----- | ---- | ----- | ----- | ----- | ----- | ----- | ----- | ----- |
| 1 176 | 966  | 1 071 | 1 226 | 1 230 | 1 314 | 1 335 | 1 428 | 1 477 |

| 1856  | 1861  | 1866  | 1872  | 1876  | 1881  | 1886  | 1891  | 1896  |
| ----- | ----- | ----- | ----- | ----- | ----- | ----- | ----- | ----- |
| 1 486 | 1 484 | 1 530 | 1 514 | 1 532 | 1 512 | 1 456 | 1 393 | 1 355 |

| 1901  | 1906  | 1911  | 1921  | 1926 | 1931 | 1936 | 1946 | 1954 |
| ----- | ----- | ----- | ----- | ---- | ---- | ---- | ---- | ---- |
| 1 309 | 1 224 | 1 134 | 1 003 | 970  | 836  | 773  | 763  | 683  |

| 1962 | 1968 | 1975 | 1982 | 1990 | 1999 | 2005 | 2006 | 2010 |
| ---- | ---- | ---- | ---- | ---- | ---- | ---- | ---- | ---- |
| 706  | 630  | 558  | 572  | 484  | 470  | 489  | 486  | 487  |

| 2015 | 2020 | 2022 | - | - | - | - | - | - |
| ---- | ---- | ---- | - | - | - | - | - | - |
| 462  | 444  | 456  | - | - | - | - | - | - |

## Culture locale et patrimoine

### Lieux et monuments

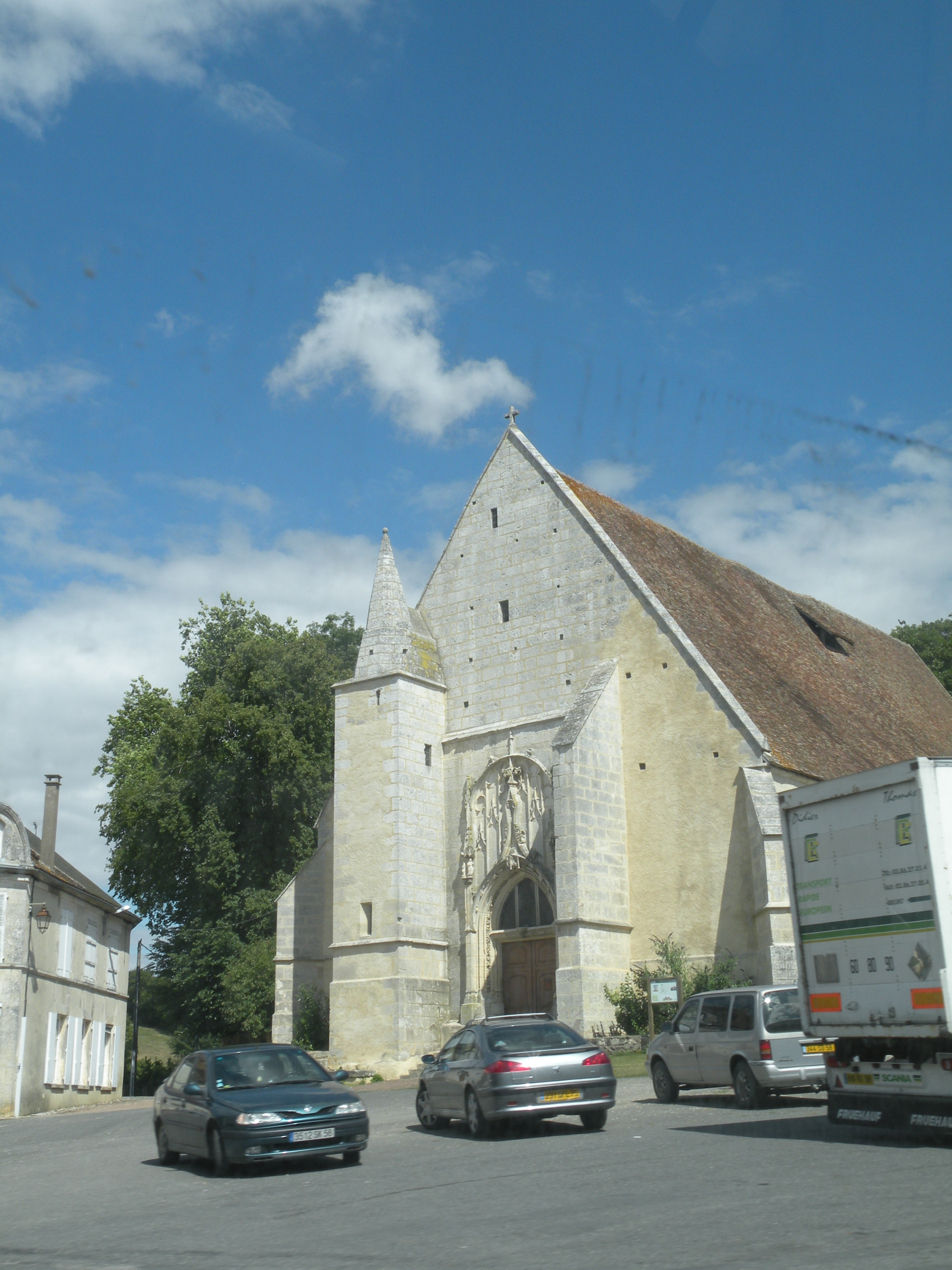
Façade de l’église.

La commune compte un monument historique :
- l’église, construite au XVIe siècle, classée par arrêté du 16 septembre 1907[21].

### Personnalités liées à la commune
- La famille d'Angeliers, tire son nom d'un hameau de la paroisse. Porte le titre de chevalier dès 1296. Connue de 1296 à 1599. Détentrice de divers fiefs : notamment Chambon (1405-1481), Chappes (1459-1598), Besse (1575-1599) et Mouffy (1532). Très présente dans la région de Clamecy.
- Guillaume d'Angeliers. Chevalier, lieutenant des Maréchaux de France en 1380 (un des premiers identifiés dans cette fonction)[22].

### Héraldique
| Blason de Dampierre-sous-Bouhy | Blason  | D'azur à la bande ondée d'argent accompagnée en chef d'une croisette d'or et en pointe d'un demi-vol du même posé en bande. |
| Blason de Dampierre-sous-Bouhy | Détails | S'inspire des armes des familles de La Bussière et d'Angeliers (cf. section Armorial). Adopté en 2021.                      |